# Javorje (Novi Vinodolski)
Javorje je naselje u Hrvatskoj u sastavu Grada Novog Vinodolskog. Nalazi se u Primorsko-goranskoj županiji.

## Zemljopis
Jugozapadno su Jakov Polje i Bile, zapadno su Podmelnik i Drinak, sjeverozapadno je Luka Krmpotska, jugoistočno je Zabukovac, južno je Ruševo Krmpotsko.

## Stanovništvo
| broj stanovnika | 81    |       | 88    | 100   | 95    | 112   | 73    | 85    | 112   | 88    | 55    | 23    | 4     | 4     | 3     | 2     | 1     |
|                 | 1857. | 1869. | 1880. | 1890. | 1900. | 1910. | 1921. | 1931. | 1948. | 1953. | 1961. | 1971. | 1981. | 1991. | 2001. | 2011. | 2021. |